# Vergoignan
Vergoignan település Franciaországban, Gers megyében. Lakosainak száma 316 fő (2022. január 1.). Vergoignan Aire-sur-l’Adour, Arblade-le-Bas, Barcelonne-du-Gers, Le Houga és Luppé-Violles községekkel határos.

## Népesség
A település népessége az elmúlt években az alábbi módon változott:
| Lakosok száma | 188  | 202  | 243  | 273  | 293  | 283  | 299  | 306  | 307  | 316  |
|               | 1968 | 1982 | 1990 | 2006 | 2013 | 2015 | 2017 | 2019 | 2020 | 2022 |